# Llywelyn el Gran
Llywelyn el Gran (en gal·lès, Llywelyn Fawr [ɬəˈwɛlɨn]), nom complet Llywelyn ab Iorwerth (c. 1172 - 11 abril 1240), va ser un príncep de Gwynedd al nord de Gal·les i posteriorment governant de facto sobre la major part de Gal·les.
Va ser únic governant de Gwynedd vers l'any 1200 i va signar un tractat amb Joan d'Anglaterra aquell mateix any. Les relacions de Llywelyn amb el rei Joan van seguir sent bones durant els següents deu anys. Es casà el 1205 amb Joana, la filla natural de Joan d'Anglaterra.

## Arbre genealògic
|                                |                                |                                |                                |                                |                                |  |  |                            |                            |                            |                            |                                |                                |                                |                                | Llywelyn el Gran 1173-1200-1240   |                                   |                                   |                                   |                                   |                                   |                                   |                                   |                                   |                                   |                                |                                |                                |                                |  |  |                                |                                |                                |                                |                                |                                |  |  |  |  |  |  |  |  |  |  |  |  |  |  |  |  |  |  |  |  |  |  |  |  |
|                                |                                |                                |                                |                                |                                |  |  |                            |                            |                            |                            |                                |                                |                                |                                |                                   |                                   |                                   |                                   |                                   |                                   |                                   |                                   |                                   |                                   |                                |                                |                                |                                |  |  |                                |                                |                                |                                |                                |                                |  |  |  |  |  |  |  |  |  |  |  |  |  |  |  |  |  |  |  |  |  |  |  |  |
|                                |                                |                                |                                |                                |                                |  |  |                            |                            |                            |                            |                                |                                |                                |                                |                                   |                                   |                                   |                                   |                                   |                                   |                                   |                                   |                                   |                                   |                                |                                |                                |                                |  |  |                                |                                |                                |                                |                                |                                |  |  |  |  |  |  |  |  |  |  |  |  |  |  |  |  |  |  |  |  |  |  |  |  |
|                                |                                |                                |                                |                                |                                |  |  |                            |                            |                            |                            | Gruffydd ap Llywelyn 1200-1244 | Gruffydd ap Llywelyn 1200-1244 | Gruffydd ap Llywelyn 1200-1244 | Gruffydd ap Llywelyn 1200-1244 | Gruffydd ap Llywelyn 1200-1244    | Gruffydd ap Llywelyn 1200-1244    |                                   |                                   | Dafydd ap Llywelyn 1215-1240-1246 | Dafydd ap Llywelyn 1215-1240-1246 | Dafydd ap Llywelyn 1215-1240-1246 | Dafydd ap Llywelyn 1215-1240-1246 | Dafydd ap Llywelyn 1215-1240-1246 | Dafydd ap Llywelyn 1215-1240-1246 |                                |                                |                                |                                |  |  |                                |                                |                                |                                |                                |                                |  |  |  |  |  |  |  |  |  |  |  |  |  |  |  |  |  |  |  |  |  |  |  |  |
|                                |                                |                                |                                |                                |                                |  |  |                            |                            |                            |                            | Gruffydd ap Llywelyn 1200-1244 | Gruffydd ap Llywelyn 1200-1244 | Gruffydd ap Llywelyn 1200-1244 | Gruffydd ap Llywelyn 1200-1244 | Gruffydd ap Llywelyn 1200-1244    | Gruffydd ap Llywelyn 1200-1244    |                                   |                                   | Dafydd ap Llywelyn 1215-1240-1246 | Dafydd ap Llywelyn 1215-1240-1246 | Dafydd ap Llywelyn 1215-1240-1246 | Dafydd ap Llywelyn 1215-1240-1246 | Dafydd ap Llywelyn 1215-1240-1246 | Dafydd ap Llywelyn 1215-1240-1246 |                                |                                |                                |                                |  |  |                                |                                |                                |                                |                                |                                |  |  |  |  |  |  |  |  |  |  |  |  |  |  |  |  |  |  |  |  |  |  |  |  |
|                                |                                |                                |                                |                                |                                |  |  |                            |                            |                            |                            |                                |                                |                                |                                |                                   |                                   |                                   |                                   |                                   |                                   |                                   |                                   |                                   |                                   |                                |                                |                                |                                |  |  |                                |                                |                                |                                |                                |                                |  |  |  |  |  |  |  |  |  |  |  |  |  |  |  |  |  |  |  |  |  |  |  |  |
| Owain Goch ap Gruffydd d. 1282 | Owain Goch ap Gruffydd d. 1282 | Owain Goch ap Gruffydd d. 1282 | Owain Goch ap Gruffydd d. 1282 | Owain Goch ap Gruffydd d. 1282 | Owain Goch ap Gruffydd d. 1282 |  |  | Llywelyn II 1223-1246-1282 | Llywelyn II 1223-1246-1282 | Llywelyn II 1223-1246-1282 | Llywelyn II 1223-1246-1282 | Llywelyn II 1223-1246-1282     | Llywelyn II 1223-1246-1282     |                                |                                |                                   |                                   |                                   |                                   | Dafydd ap Gruffydd 1238-1282-1283 | Dafydd ap Gruffydd 1238-1282-1283 | Dafydd ap Gruffydd 1238-1282-1283 | Dafydd ap Gruffydd 1238-1282-1283 | Dafydd ap Gruffydd 1238-1282-1283 | Dafydd ap Gruffydd 1238-1282-1283 |                                |                                |                                |                                |  |  | Rhodri ap Gruffudd 1230-1315   | Rhodri ap Gruffudd 1230-1315   | Rhodri ap Gruffudd 1230-1315   | Rhodri ap Gruffudd 1230-1315   | Rhodri ap Gruffudd 1230-1315   | Rhodri ap Gruffudd 1230-1315   |  |  |  |  |  |  |  |  |  |  |  |  |  |  |  |  |  |  |  |  |  |  |  |  |
| Owain Goch ap Gruffydd d. 1282 | Owain Goch ap Gruffydd d. 1282 | Owain Goch ap Gruffydd d. 1282 | Owain Goch ap Gruffydd d. 1282 | Owain Goch ap Gruffydd d. 1282 | Owain Goch ap Gruffydd d. 1282 |  |  | Llywelyn II 1223-1246-1282 | Llywelyn II 1223-1246-1282 | Llywelyn II 1223-1246-1282 | Llywelyn II 1223-1246-1282 | Llywelyn II 1223-1246-1282     | Llywelyn II 1223-1246-1282     |                                |                                |                                   |                                   |                                   |                                   | Dafydd ap Gruffydd 1238-1282-1283 | Dafydd ap Gruffydd 1238-1282-1283 | Dafydd ap Gruffydd 1238-1282-1283 | Dafydd ap Gruffydd 1238-1282-1283 | Dafydd ap Gruffydd 1238-1282-1283 | Dafydd ap Gruffydd 1238-1282-1283 |                                |                                |                                |                                |  |  | Rhodri ap Gruffudd 1230-1315   | Rhodri ap Gruffudd 1230-1315   | Rhodri ap Gruffudd 1230-1315   | Rhodri ap Gruffudd 1230-1315   | Rhodri ap Gruffudd 1230-1315   | Rhodri ap Gruffudd 1230-1315   |  |  |  |  |  |  |  |  |  |  |  |  |  |  |  |  |  |  |  |  |  |  |  |  |
|                                |                                |                                |                                |                                |                                |  |  |                            |                            |                            |                            |                                |                                |                                |                                |                                   |                                   |                                   |                                   |                                   |                                   |                                   |                                   |                                   |                                   |                                |                                |                                |                                |  |  |                                |                                |                                |                                |                                |                                |  |  |  |  |  |  |  |  |  |  |  |  |  |  |  |  |  |  |  |  |  |  |  |  |
|                                |                                |                                |                                |                                |                                |  |  | Gwenllian 1282-1337        | Gwenllian 1282-1337        | Gwenllian 1282-1337        | Gwenllian 1282-1337        | Gwenllian 1282-1337            | Gwenllian 1282-1337            |                                |                                | Llywelyn ap Dafydd 1267-1283-1287 | Llywelyn ap Dafydd 1267-1283-1287 | Llywelyn ap Dafydd 1267-1283-1287 | Llywelyn ap Dafydd 1267-1283-1287 | Llywelyn ap Dafydd 1267-1283-1287 | Llywelyn ap Dafydd 1267-1283-1287 |                                   |                                   | Owain ap Dafydd 1265-1287-1325    | Owain ap Dafydd 1265-1287-1325    | Owain ap Dafydd 1265-1287-1325 | Owain ap Dafydd 1265-1287-1325 | Owain ap Dafydd 1265-1287-1325 | Owain ap Dafydd 1265-1287-1325 |  |  | Tomas ap Rhodri 1300-1325-1363 | Tomas ap Rhodri 1300-1325-1363 | Tomas ap Rhodri 1300-1325-1363 | Tomas ap Rhodri 1300-1325-1363 | Tomas ap Rhodri 1300-1325-1363 | Tomas ap Rhodri 1300-1325-1363 |  |  |  |  |  |  |  |  |  |  |  |  |  |  |  |  |  |  |  |  |  |  |  |  |
|                                |                                |                                |                                |                                |                                |  |  | Gwenllian 1282-1337        | Gwenllian 1282-1337        | Gwenllian 1282-1337        | Gwenllian 1282-1337        | Gwenllian 1282-1337            | Gwenllian 1282-1337            |                                |                                | Llywelyn ap Dafydd 1267-1283-1287 | Llywelyn ap Dafydd 1267-1283-1287 | Llywelyn ap Dafydd 1267-1283-1287 | Llywelyn ap Dafydd 1267-1283-1287 | Llywelyn ap Dafydd 1267-1283-1287 | Llywelyn ap Dafydd 1267-1283-1287 |                                   |                                   | Owain ap Dafydd 1265-1287-1325    | Owain ap Dafydd 1265-1287-1325    | Owain ap Dafydd 1265-1287-1325 | Owain ap Dafydd 1265-1287-1325 | Owain ap Dafydd 1265-1287-1325 | Owain ap Dafydd 1265-1287-1325 |  |  | Tomas ap Rhodri 1300-1325-1363 | Tomas ap Rhodri 1300-1325-1363 | Tomas ap Rhodri 1300-1325-1363 | Tomas ap Rhodri 1300-1325-1363 | Tomas ap Rhodri 1300-1325-1363 | Tomas ap Rhodri 1300-1325-1363 |  |  |  |  |  |  |  |  |  |  |  |  |  |  |  |  |  |  |  |  |  |  |  |  |
|                                |                                |                                |                                |                                |                                |  |  |                            |                            |                            |                            |                                |                                |                                |                                |                                   |                                   |                                   |                                   |                                   |                                   |                                   |                                   |                                   |                                   |                                |                                |                                |                                |  |  | Owain Lawgoch 1330-1378        |                                |                                |                                |                                |                                |  |  |  |  |  |  |  |  |  |  |  |  |  |  |  |  |  |  |  |  |  |  |  |  |